# 三十九級臺階
《三十九級臺階》（英語：The Thirty-Nine Steps）是英國作家约翰·布肯於1915年發表的驚悚小說。主要有四個電影版本，第一個是希治閣1935年的版本，第二個是1959年的版本，第三個是1978年的版本，第四個是2008年的電視電影版本。

## 外部連結
- Free eBook of The Thirty-Nine Steps at Project Gutenberg（页面存档备份，存于）